# Valentina, una ragazza che ha fretta
Valentina, una ragazza che ha fretta è uno sceneggiato televisivo italiano, del 1977, diretto da Vito Molinari e tratto dalla commedia musicale Valentina di Marcello Marchesi e Vittorio Metz. Il regista Vito Molinari aveva già diretto nel 1959 una prima versione televisiva della stessa commedia, con Carla Macelloni e Alberto Lionello.

## Trama
Valentina e Michele, due giovani fidanzati, si ritrovano il pomeriggio del 19 marzo 1953 in una balera dove si balla il rock and roll per festeggiare il ventesimo compleanno di Valentina. Ella esprime tutta la sua insofferenza per la loro situazione economica, tale da prospettare anni di sacrifici prima di poter raggiungere un discreto benessere. Un curioso personaggio, Saturnino, dopo averla ascoltata in silenzio, a un certo punto propone ai due fidanzati la possibilità di saltare a piè pari i successivi 7 anni della loro vita, quelli in cui si suppone i due fidanzati faranno i maggiori sacrifici, per ritrovarsi nello stesso giorno, il 19 marzo, ma del 1960. Unico inconveniente: i due non ricorderanno nulla di quanto capiterà loro in questi 7 anni, si troveranno in pratica a passare direttamente dal 1953 al 1960. Michele è perplesso, ma Valentina, impaziente di natura, accetta con entusiasmo la proposta.
I due si risvegliano in una lussuosa stanza d'albergo, nello stesso letto, situazione che causa loro un certo imbarazzo, in quanto non ricordano se e quando si sono sposati. Ben presto i due, nonostante una comprensibile iniziale confusione, vengono a sapere che Michele è diventato un cantante di successo, con il nome d'arte "Mike di Lainate", e che quindi hanno raggiunto un notevole benessere economico. Valentina è comprensibilmente soddisfatta della situazione, ma Michele ben presto si trova in grande imbarazzo, in quanto deve partecipare alle prove di una trasmissione televisiva (mezzo che i due non conoscono, in quanto ancora non esistente in Italia nel 1953), ma non ricorda (ovviamente) alcuna canzone del suo repertorio. La situazione peggiora ulteriormente quando nella loro villa, villa Valentina, viene ritrovato il cadavere di un tal Scardocchia, un agente teatrale che stava tentando di sottrarre Michele al suo attuale agente, Nardoni. Interviene a questo punto il Vice Commissario Tanzillo, affetto da una fastidiosa balbuzie, che porta tutti quanti, Michele, Valentina e i vari colleghi e amici, in Questura.
Dopo i primi chiarimenti, il giorno successivo le prove dello spettacolo televisivo possono proseguire; i maggiori indiziati sono però proprio Michele e Valentina, che non ricordano nulla di quanto successo prima del 19 marzo e che quindi non possono fornire a Tanzillo alcun alibi. Anzi, cercando di spiegare come abbiano saltato 7 anni della loro vita, non fanno che alimentare incredulità e sospetti. La faccenda si risolve inaspettatamente quando un fotografo comunica loro di aver sviluppato alcune fotografie fatte da loro il giorno dell'omicidio, che provano la loro lontananza dalla villa. Nelle foto si vede, oltre a Valentina e Michele, anche il loro figlioletto Alfonsino, del quale non sapevano l'esistenza. Il piccolo venne portato in un luogo sicuro in Svizzera in quanto la coppia ricevette alcune lettere minatorie nelle quali si minaccia di far del male al bambino. Valentina e Michele partono quindi per la Svizzera, per vedere il loro bambino, ma durante il viaggio Valentina si rende conto che non potrà mai sentire il bambino come veramente suo, in quanto non possiede alcun ricordo, né della sua gestazione, né della nascita, né dei primi anni di vita. Pentendosi di quanto fatto, i due a questo punto vorrebbero tornare indietro, e miracolosamente in auto con loro appare Saturnino, che spiega che il loro successo cominciò proprio la sera del 19 marzo 1953, dimostrando quindi che la vita va vissuta giorno per giorno. Michele e Valentina si ritrovano infine nella balera, non ricordando nulla della loro avventura nel futuro; Michele poco dopo canta una canzone per il compleanno di Valentina e viene ascoltato per caso da Nardoni che gli propone un ingaggio.

## Interpreti e personaggi
- Elisabetta Viviani: Valentina
- Leo Colonna: Michele
- Marisa Del Frate: Leandra
- Renzo Montagnani: vice commissario Tanzillo
- Gloria Paul: Tayna
- Raffaele Pisu: Nardoni
- Franca Mantelli: segretaria di Nardoni
- Toni Ucci: Willy
- Sergio Renda: brigadiere Basurto
- Teo Teocoli: Giancarlo
- Enzo Fisichella: Scardocchia
- Graziella Antonioli: annunciatrice svizzera
- Nico Balducci: maggiordomo
- Armando Bandini: Saturnino
- Mariolina Cannuli: annunciatrice
- Lucio Flauto: Ranetti